# Rivière Matawin
Rivière Matawin är ett vattendrag i Kanada.   Det ligger i provinsen Québec, i den sydöstra delen av landet, 270 km nordost om huvudstaden Ottawa.
I omgivningarna runt Rivière Matawin växer i huvudsak blandskog. Trakten runt Rivière Matawin är nära nog obefolkad, med mindre än två invånare per kvadratkilometer.